# Juan F. Ibarra
Juan F. Ibarra, usualmente conocida simplemente como Ibarra,  es una localidad del partido de Bolívar, en la provincia de Buenos Aires, Argentina.

## Ubicación
El pueblo está ubicado a 18 km de San Carlos de Bolívar por un camino rural que accede a la ruta provincial 65.

## Toponimia
Oficialmente su nombre homenajearía al caudillo federal quien fuera uno de los primeros gobernadores de la provincia de Santiago del Estero llamado Juan Felipe Ibarra aunque el segundo nombre con que a veces oficialmente aparece esta localidad: Francisco Ibarra también puede hacer suponer el nombre de un terrateniente local. En todo caso actualmente la localidad es usualmente llamada solo como Ibarra, y el apellido Ibarra es un apellido vasco que al español castellano se traduce como vega.

## Población
Cuenta con 33 habitantes (Indec, 2010), lo que representa un descenso del 15% frente a los 39 habitantes (Indec, 2001) del censo anterior.
| Gráfica de evolución demográfica de Juan F. Ibarra entre 1991 y 2010 |
|                                                                      |
| Fuente: Censos nacionales del INDEC                                  |

## Historia
Durante el primer gobierno de Perón, se concretó la subdivisión de las estancias La Vizcaína de Juan Francisco Ibarra en la cual dona parte de sus tierras al estado para ser destinadas al paso de las vías del ferrocarril, pero es su hijo Juan Francisco Ibarra Florido quien refunda el pueblo entre los años 1947 y 1950.

Emplazado sobre 16 manzanas, es un lugar diseñado por arquitectos y construido por empresas constructoras, por lo que fue pensado como pueblo desde sus inicios. 
Todas las casas tienen el techo de tejas españolas. El fundador le dio un destino a cada casa, una era la pulpería, la otra la carnicería, la siguiente la zapatería, otra el mercado, el destacamento policía, la herrería, la farmacia, el correo, la vivienda del médico, la escuela, el hotel.

## Atractivos
Entre sus atractivos se destacan: la Fiesta del Chorizo Seco en el mes de agosto, los chorizos secos de Ibarra sintetizan en gran medida los dos importantes influjos de la gastronomía española e italiana en la gastronomía argentina tras 1880 ya que los típicos chorizos secos caseros ibarrenses se preparan con carne porcina picada en ocasiones mezclada con carne vacuna también muy picada y muy condimentada con pimentón, pimienta, ajo etc [cada familia tiene su receta] rellenando un embutido de tripa de cerdo, tales chorizos todavía frescos se "curan" (se desecan) colgándolos de una "piola" (soga de mediano a poco diámetro)  extendida entre dos cañas coligües  u otros parantes, exponiéndo los embutidos al sol durante una semana a quince días en estación seca y durante un mes en estación húmeda. También es interesante la casa de retiro espiritual llamada Cura Brochero (ex hotel El Hornero), el antiguo tanque de agua sobre la estación de tren, el Club Recreativo y Deportivo Ibarrense y una gran vegetación, cada calle está forestada con una especie de árboles distinta. También Ibarra cuenta con el paseo rural llamado La Picarona.